# Chiesa di Santa Maria del Tempio (Parma)
La chiesa di Santa Maria del Tempio, detta anche Santa Maria della Pace o Santa Maria Maddalena, è un luogo di culto cattolico sconsacrato dalle forme rinascimentali, situato in borgo Santa Caterina 1, ad angolo con strada Nino Bixio, a Parma, nell'omonima provincia.

## Storia

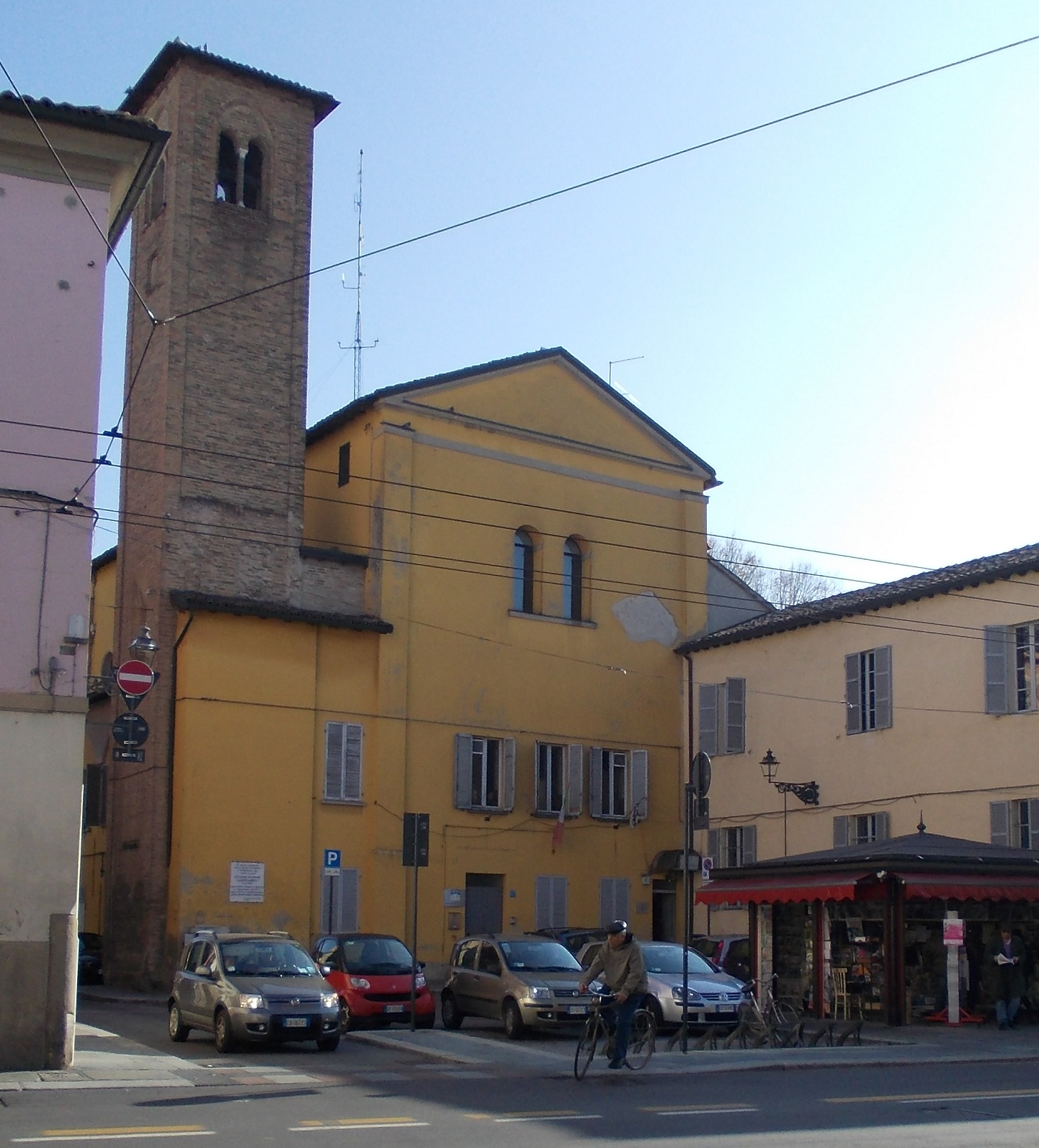
Facciata posteriore e campanile

La chiesa, con l'annesso convento, fu fondata dai templari ed è ricordata per la prima volta nel 1230; dopo la soppressione dell'ordine (1312), la chiesa passò prima ai giovanniti e, nel 1527, agli amadeiti, che mutarono il titolo della chiesa da Santa Maria del Tempio a Santa Maria della Pace.
Nel 1575 la chiesa passò ai frati cappuccini che la rinominarono Santa Maria Maddalena. I Farnese beneficarono molto il tempio: il duca Alessandro e i suoi successori si fecero seppellire, vestiti del saio cappuccino, nell'edificio.
L'interno era a navata unica, con quattro cappelle laterali per parte.
Sull'altare maggiore era collocata la Pietà e santi di Annibale Carracci, portata dai francesi a Parigi nel 1799 e restituita a Parma nel 1816, ora in Galleria nazionale; sulla sommità dell'ancona era una figura di Dio Padre, ritenuta di uno dei Carracci o del Guercino, poi trasferita in Santa Caterina.
Altri dipinti oggi in Galleria nazionale provengono dalla chiesa: la tela con la Maria Maddalena in adorazione del Crocifisso di Giambattista Pittoni era nella seconda cappella a destra; il quadro con i Santi Fedele da Sigmaringen e Giuseppe da Leonessa che calpestano l'eresia di Giambattista Tiepolo era collocato nella quarta cappella a destra; l'Immacolata Concezione e angeli di Giambattista Piazzetta si trovava nella seconda cappella a sinistra.
La chiesa conservava anche alcuni dipinti di Semplice da Verona.
La chiesa iniziò a decadere in epoca napoleonica, con la soppressione dei cappuccini (1810). I frati riottennero la chiesa nel 1816 grazie a Filippo Magawly Cerati, ma ne vennero nuovamente cacciati a causa delle leggi eversive del governo sabaudo: tornati a Parma, nel 1877 il comune negò loro il permesso di reinsediarsi nel loro antico convento e i cappuccini si stabilirono nell'ex monastero delle agostiniane di Santa Caterina.
Dopo aver ospitato la sede dell'Assistenza Pubblica di Parma, oggi la chiesa sconsacrata è sede di un circolo ARCI.